# Беляны (Черневецкий район)
Беля́ны (укр. Біляни) — село на Украине, находится в Черневецком районе Винницкой области.
Код КОАТУУ — 0524980901. Население по переписи 2001 года составляет 1818 человек. Почтовый индекс — 24110. Телефонный код — 4357.
Занимает площадь 41,37 км².

## Религия
В селе действует Иоанно-Богословский храм Томашпольского благочиния Могилёв-Подольской епархии Украинской православной церкви.

## Адрес местного совета
24110, Винницкая область, Черневецкий р-н, с. Беляны, ул. Ленина, 20